# غراينا
غراينا (بالإنجليزية: Greina)‏ هو أحد جبال سلسلة الألب وجزء من القمة الأم يقع في  سويسرا. يبلغ ارتفاع الجبل حوالي 2355 متر، بينما يبلغ ارتفاع نتوء الجبل متر.